# Kurt Grote
Pour les articles homonymes, voir Grote.
Kurt Grote (né le 3 août 1973) est un ancien nageur américain, spécialiste des épreuves de brasse.

## Biographie
S'entraînant au sein de l'Université Stanford, huitième lors de la finale du 200 m brasse en 2 min 16 s 05 des Jeux olympiques de 1996, il participe aux séries du relais 4 × 100 m quatre nages qui réalise le meilleur temps en 3 min 39 s 93. À ce titre, bien que non sélectionné lors de la finale, il devient champion olympique à l'instar de ses coéquipiers vainqueurs de la médaille d'or.
Deux ans plus tard, il remporte le titre planétaire lors des Championnats du monde organisés à Perth. Vainqueur en 2 min 13 s 40, il devance de 2 centièmes de seconde le Français Jean-Christophe Sarnin. Par ailleurs médaillé de bronze sur 100 m brasse, il se pare d'argent au sein du relais 4 × 100 m quatre nages avec Lenny Krayzelburg, Neil Walker et Gary Hall.

## Palmarès

### Jeux olympiques
- Jeux olympiques de 1996 à Atlanta (États-Unis) :
  -  Médaille d'or au titre du relais 4 × 100 m quatre nages.

### Championnats du monde
- Championnats du monde 1998 à Perth (Australie) :
  -  Médaille d'or du 200 m brasse.
  -  Médaille d'argent au titre du relais 4 × 100 m quatre nages.
  -  Médaille de bronze du 100 m brasse.